# مانويل كورونا
مانويل كورونا هو كاتب أغاني وملحن وعازف قيثارة ومغني كوبي، ولد في 17 يونيو 1880 في بلدية كاباريان في كوبا، وتوفي في 1950 في هافانا في كوبا.

## وصلات خارجية
- مانويل كورونا على موقع ميوزك برينز (الإنجليزية)